# 阿尔特多夫 (巴伐利亚州)
阿尔特多夫（德語：Altdorf，發音：[ˈaltˌdɔʁf] ⓘ）是德国巴伐利亚州下巴伐利亚行政区兰茨胡特县的市镇，总面积23.05平方千米，2023年12月31日总人口为11,483人。